# Eeva Kilpi
Eeva Kilpi, född Salo 18 februari 1928 i Hiitola i Karelen, är en finländsk författare och poet. 
Kilpi arbetade under en kort period som lärare men har i övrigt levt som författare i Esbo. 1939 flydde Kilpis familj från Karelen undan ryssarna.

## Biografi
Eeva Kilpi född Salo växte upp i Hiitola på Karelska näset. Familjen evakuerades  under vinter- och fortsättningskriget. Eeva Kilpi tog studenten vid samskolan i Imatra 1946 och bedrev därefter akademiska studier vid Helsingfors universitet.
Hon var klar med sin filosofie kandidatexamen 1953 och var därefter verksam som lärare i engelska vid Helsingin kaksoisyhteislyseo (före detta Viborgs lyceum i Helsingfors) fram till 1959 då hon gjorde sin författardebut. Hon tillhörde Finlands Författarförbunds styrelse 1971–1973 och var ordförande i Finlands PENklubb 1970–1975.
Mellan 1949 och 1966 var Eeva Kilpi gift med poeten Mikko Kilpi, med vilken hon har tre söner. 

## Författarskap
Eeva Kilpi skriver på finska och har publicerat noveller, romaner, poesi och essäer. Hennes verk är översatta till ett 20-tal språk. I såväl dikter som prosa skriver hon ur ett kvinnligt perspektiv, och i många verk är huvudpersonen en stark och självständig kvinna. Under 1960-talet skrev Eeva Kilpi flera novellsamlingar och romaner där hon skildrar motsättningar mellan könen, mellan kropp och intellekt, stad och land

### Sånger om kärlekochTamara
Kvinnors sexualitet skildras i diktsamlingen Sånger om kärlek, utgiven 1972 (på svenska 1980), och romanen Tamara, 1972 (1974). I Tamara är huvudpersonen en ogift kvinna som hämningslöst lever ut sin sexualitet med olika män, och skildringen är erotiskt frispråkig. En manlig vän som är romanens berättare har ett skärpt intellekt men är fysiskt funktionshindrad och impotent. Eeva Kilpi menar att det krävs en förening av dessa två ytterligheter av mänskliga manifestationer för att kärlek och utveckling ska ske.
I diktsamlingen Sånger om kärlek skildrar hon med humor och värme den vardagliga sexualiteten där den mänskliga kroppens fel och brister, rynkor och starr inte utgör hinder för kärlekens sinnliga utlevelse. Sånger om kärlek har utgivits i flera upplagor i Sverige, och flera dikter har tonsatts. Med Tamara fick Eeva Kilpi ett internationellt genombrott, och romanen har översatts till många språk.

### Döden och naturen
Dödens närvaro är uttalad i flera av Kilpis verk. I Bröllopsdansen, 1973 (1981), är huvudpersonen en kvinna som befinner sig i ett övergångsskede i livet och som tillbringar en tid i ett gammalt släkttorp. Död och förfall presenteras i form av höst och en gammal hund som dör och begravs. Att leva i samklang med naturen är centralt tema. Diktsamlingen Innan döden, 1982 (1984), skildrar hur fadern tynar bort och dör. I romanen Evakuerade för livet, 1983 (1985), finns också faderns död i centrum men med den karelska hembygden som spelplats.
Människans plats i naturen och den negativa påverkan som urbanisering och teknisk utveckling medför är ett viktigt tema för Kilpi. I en intervju bejakar hon beskrivningen av henne som "pacifist, vegetarian och humanekolog". Kilpi har aldrig slutat hoppas på att Karelen skall återlämnas till Finland. Hon har också kallats "en blandning av hembygdsnostalgiker och militant ekoaktivist". I diktsamlingen Animalia, 1987 (1988), är naturen i fokus, och människan, djuren och växterna samexisterar på lika villkor.

### Kvinnliga perspektiv
I de självbiografiska romanerna Vinterkrigets tid, 1989 (1990), Längtans tid, 1990 (1991), och Fortsättningskrigets tid, 1993 (1995), skildrar Kilpi det andra världskriget ur ett kvinnligt perspektiv, i motsats till exempelvis Väinö Linnas Okänd soldat.
I Gränslöshetens tid, 2001 (2005), återvänder hon till barndomen i Karelen. En otäck barndomshändelse utgör bakgrund till författarens uppmärksammande av djurens lidande. Relationen till modern och framför allt farmodern skildras och bearbetas på ett sätt som kan sägas utgöra en fortsättning på teman från diktsamlingen Tack för igår, 1996 (1998). Denna kom till efter moderns död.

### Novellsamlingar
- Noidanlukko, WSOY 1959 Sarja lapsuudesta, 1959
- Lapikkaita, WSOY 1966 Kuusi juttua Lapista, 1966
- Rakkauden ja kuoleman pöytä, moraliteetteja, WSOY 1967
- Kesä ja keski-ikäinen nainen, WSOY 1970
- Hyvän yön tarinoita, WSOY 1971
- Se mitä ei koskaan sanota, WSOY 1979
- Kuolema ja nuori rakastaja, Kolme kertomusta, WSOY 1986
  - Döden och den unge älskaren: noveller (översättning Kerstin Holm-Lindqvist, Fripress, 1988) (svenska)
- Kootut novellit vuosilta 1959–1986, WSOY 1987

#### Övriga novellsamlingar på svenska
- Sommar och en medelålders kvinna: tio valda noveller (översättning Kerstin Holm-Lindqvist, Fripress, 1983)

### Diktsamlingar
- Laulu rakkaudesta ja muita runoja, WSOY 1972
  - Sånger om kärlek (översättning Ulla-Mari Kankaanpää, Kerstin Lindqvist [m.fl.], Fripress, 1980) (svenska)
- Terveisin, WSOY 1976
- Runoja 1972–1976, WSOY 1978
- Ennen kuolemaa, WSOY 1982
  - Innan döden (översättning Kerstin Holm-Lindqvist, Fripress, 1984) (svenska)
- Animalia, WSOY 1987
  - Animalia (översättning Kerstin Holm-Lindqvist, Fripress, 1988) (svenska)
- Laulu rakkaudesta, Eeva Kilven runot, Ellen Thesleffin kuvat, WSOY 1991
- Kiitos eilisestä, WSOY 1996
  - Tack för igår (översättning Kerstin Lindqvist, Natur och kultur, 1998) (svenska)
  - Laulu rakkaudesta. Kiitos eilisestä, 2000, kolme äänikasettia, runoja
- Perhonen ylittää tien. Kootut runot 1972–2000, WSOY 2000
- Kuolinsiivous, WSOY 2012

#### Övriga diktsamlingar på svenska
- Min kärleks höga visa (MånPocket, 1985) (tidigare utg. i separata vol: Sånger om kärlek; Innan döden)
- Sånger om kärlek och andra dikter (tolkningar från finska av Kerstin Holm-Lindqvist samt av Ulla-Mari Kankaanpää & Kerstin Thorék, Fripress, 1988)
- Om kärleken och döden: samlade dikter (tolkningar av Kerstin Lindqvist och Ulla-Mari Kankaanpää & Kerstin Thorék, Fripress, 1991)

### Självbiografiska romaner
- Talvisodan aika, WSOY 1989
  - Vinterkrigets tid: barndomsminnen (översättning Ulla Hornborg, Fripress, 1990) (svenska)
- Välirauha, ikävöinnin aika, WSOY 1990
  - Längtans tid (översättning Kerstin Lindqvist, Fripress, 1991) (svenska)
- Jatkosodan aika, WSOY 1993
  - Fortsättningskrigets tid (översättning Kerstin Lindqvist, Natur och kultur, 1995) (svenska)
- Muistojen aika. Yhteisnide kolmesta edellisestä kirjasta, WSOY 1998 (samlingsvolym av de tre ovanstående romanerna)
- Rajattomuuden aika, WSOY 2001 Kertomus lapsuudesta
  - Gränslöshetens tid: en berättelse om barndomen (översättning Ann-Christine Relander, Natur och kultur, 2005) (svenska)

### Romaner
- Kukkivan maan rannat, WSOY 1960
- Nainen kuvastimessa, WSOY 1962
- Elämä edestakaisin, WSOY 1964
- Tamara, WSOY 1972
  - Tamara (översättning Ralf Parland, Askild & Kärnekull, 1974). Ny, rev. och kompletterad uppl., Fripress, 1985 (svenska)
- Häätanhu, WSOY 1973
  - Bröllopsdansen (översättning Kerstin Lindqvist, Fripress, 1981) (svenska)
- Naisen päiväkirja, WSOY 1978
- Elämän evakkona, WSOY 1983
  - Evakuerade för livet (översättning Ulla Hornborg, Fripress, 1985) (svenska)
- Unta vain, WSOY 2007 (1973 ilmestyneen Häätanhun "jälkinäytös".)

### Essäer
- Ihmisen ääni, WSOY 1976

### Radiopjäser
- Uudet jumalat, 1965

## Priser och utmärkelser
- 1974 – Pro Finlandia-medaljen[16]
- 1990 – Runebergspriset
- 2002 – Tack för boken-medaljen  för Gränslöshetens tid
- 2007 – Ferlinpriset
- 2017 – Aleksis Kivi-priset